# Кордич, Тони
Анто́ния (То́ни) Ко́рдич (в замужестве — Гасс) (англ. Antonia (Toni) Kordic (Gass), 1 января 1964, Эдмонтон, Канада) — канадская баскетболистка. Участница летних Олимпийских игр 1984 года.

## Биография
Тони Кордич родилась 1 января 1964 года в канадском городе Эдмонтон.
Играла в баскетбол за университет Альберты из Эдмонтона.
В 1983 году в составе женской сборной Канады участвовала в чемпионате мира в Бразилии, где «кленовые листья» заняли 9-е место, и баскетбольном турнире Панамериканских игр в Каракасе, где они стали четвёртыми.
В 1984 году вошла в состав женской сборной Канады по баскетболу на летних Олимпийских играх в Лос-Анджелесе, занявшей 4-е место. Провела 1 матч, очков не набрала.

## Семья
Младшие братья Тони Кордич Джон Кордич (род. 1965) и Дэн Кордич (род. 1971) играли в хоккей с шайбой, выступали в НХЛ.
Замужем за Лукасом Гассом. Дочь Тони Кордич Николь Гасс (род. 1993) выступает за женскую сборную Швейцарии по хоккею с шайбой, в 2018 году участвовала в зимних Олимпийских играх в Пхёнчхане. Также имеют трёх сыновей.

## Увековечение
21 сентября 2016 года увековечена на Стене спортивной славы университета Альберты.